# مور کرباسی
مور کرباسی (زادهٔ ۲۳ آوریل ۱۹۸۶) خواننده-ترانه‌پرداز اهل اورشلیم است. فعالیت حرفه‌ای او به سال ۲۰۰۸ می‌رسد. کارهایش در موسیقی ملل پرهوادار بوده و از ایرانی-یهودی تبارهای اهل اسرائیل است.